# 葫洲里垃圾掩埋場
葫洲里垃圾掩埋場，俗稱內湖垃圾場、內湖垃圾山，是曾位於臺灣台北市內湖區蘆洲里、基隆河畔的垃圾掩埋場，1970年到1985年使用期間造成嚴重的環保問題，垃圾堆曾達60公尺高、占地16.5公頃。今已剷除部分而減至為40公尺高並綠化，分作為基隆河行水區、內湖復育園區、潭美毛寶貝快樂公園、與台北市動物之家。

## 歷史

### 設立

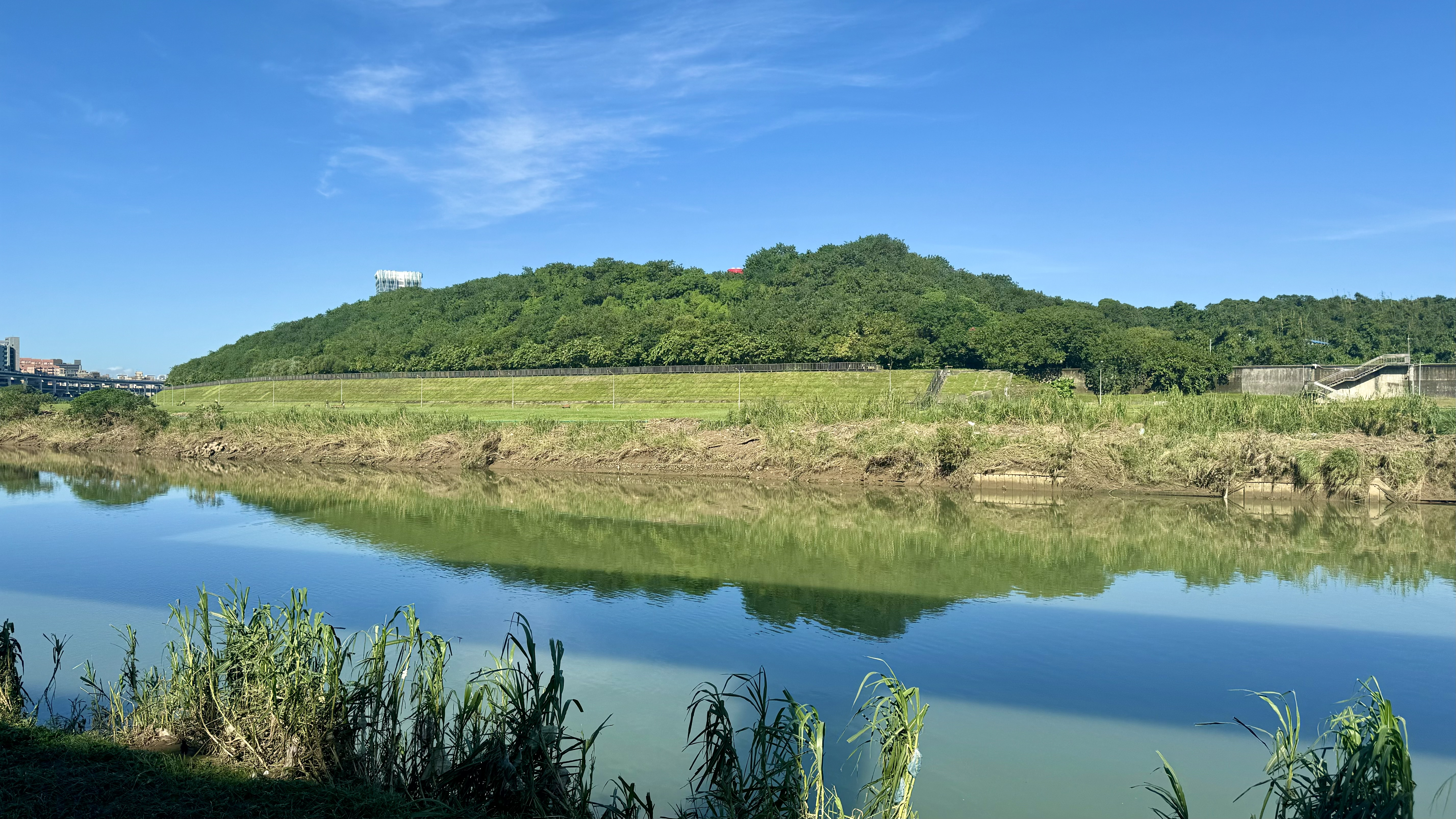
內湖垃圾山東南側與基隆河

內湖垃圾場設立前，原作為南港磚瓦廠的原料地，日久成窪地而被傾倒垃圾。鄰旁則是內湖第十公墓，今作內湖焚化爐。
戰後時期初，台北市政府原先是把垃圾掩埋在新生北路、臺北南機場窪地，後來轉送濱江街，又再轉送山豬窟垃圾場。1968年12月2日，台北市政府環境清潔處公告，因原先的垃圾堆積場已滿，希望市民協助該處尋覓新的垃圾堆積場，經該處勘查後認為適合者，每處發給新台幣1萬元。時任內湖區區長的林金子，在市府承諾只用兩年下答應設立葫洲里垃圾場。為此市府收購該處5700餘坪土地、租用私人土地3萬2千餘坪。市府並在內湖安康路262巷進出口設立地磅站，以對垃圾車秤重。原先市府承諾內湖垃圾場堆積高度不會超過6台尺。
當時負責設立內湖垃圾場的專門委員黃昌介回憶，1970年8月市府和土地業主簽訂合約時，只有少數種植果蔬，大多數土地是會淹水的窪地，故地主願意無償借地供公益使用，寄望停用後能夠提高該地段的利用價值。對此，地主們則說由當時處於戒嚴時期，是他們不敢收租金。佃農更以租田不能耕作為由，向法院提出告訴，要求內湖垃圾場地主補償損失，並獲勝訴，導致地主每公頃要賠償佃農新台幣數百萬元。
1970年9月10日，山豬窟垃圾場停用，改使用內湖垃圾場。內湖垃圾場自1970年承擔台北市垃圾，起初每日垃圾量為980公噸。原先政府計畫以填土方式作好消毒、消臭等措施，但因頻繁運送垃圾，缺少填平時間。設立後短短數年，葫洲里民紛紛遷出、農田廢棄，戶數銳減三分之一。附近吸引拾荒者前來搭蓋草棚、木寮，1970年代中期約每人約可日收入2、300元，「垃圾即財富」之說風行。
內湖垃圾場還曾被稱為「台北市貓塚」。臺大醫院在1970年代會捕捉院內的流浪貓隨垃圾專車來此拋棄。

### 汙染

#### 垃圾飽和

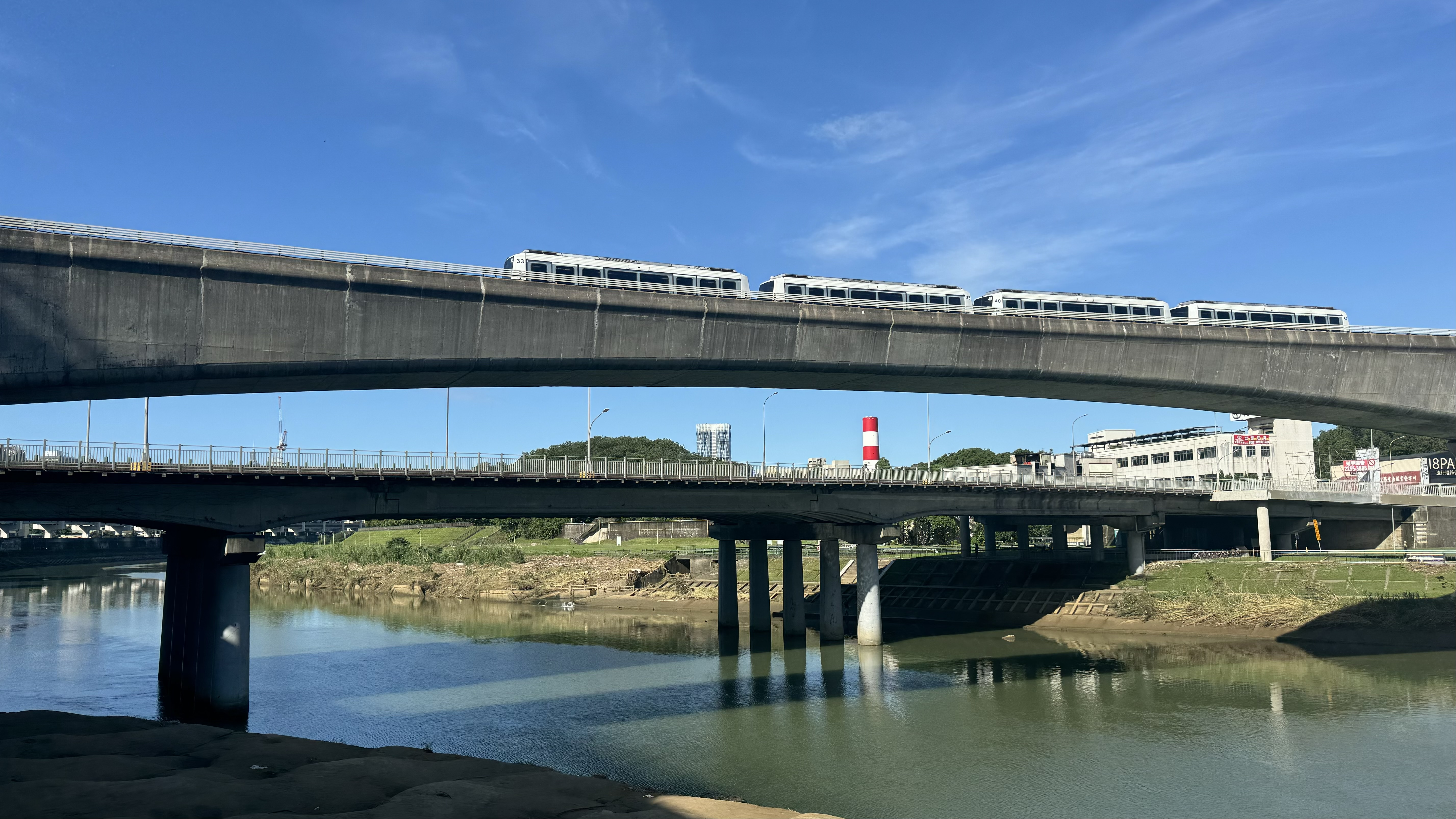
內湖垃圾山與捷運文湖線

早於1973年5月中旬，面對市議員林穆燦要求內湖垃圾場遷移，市府清潔處長潘敦義認為該地消毒良好、沒有蚊蠅、並均以泥土覆蓋為由作拒絕。5月22日，議員陳健治再請市府從速遷移內湖垃圾場、及加裝堤防。
1976年6月，政府再請地主提供出與內湖垃圾場毗鄰的1萬坪土地擴充。當年清潔處長潘敦義考量台北市只有內湖垃圾場，2年後台北市垃圾就無出路，計畫盡速興建焚化爐。該年7月8日，台北市長林洋港同意環境清潔處籌建4座垃圾焚化爐。
1979年，中央研究院經濟研究所研究員唐富藏，指出台北市垃圾量目前每年約60萬公噸，評估以約每年增加5萬公噸成長，但內湖垃圾場早達飽和，勢必成為嚴重的都市問題。李登輝任市長時，曾以三芝鄉人身份想說服父老，同意台北市把垃圾改倒在三芝，但仍然沒結果。至1980年為止，歷經兩任市長、兩任清潔處長、預算變動三次，計畫依然在填海、焚化爐、掩埋之間擺盪。為減緩內湖垃圾場飽和，原本有業者欲在台北設立堆肥廠，但藉於高雄、台中堆肥廠都虧本，因此作罷。
1980年4月11日，市議員陳俊雄質詢時，就以「垃圾山」形容內湖垃圾場。該年，對於內湖垃圾山已超過高速公路高度，清潔處辯解垃圾會沈積，會隨時間降到高速公路一樣。1981年，台北市每年垃圾量已從10年前的42公噸爆增75萬公噸，垃圾山隆起20公尺。經常往返南港的中研院院長吳大猷就看著內湖垃圾山逐漸變大。至1981年末時，每日垃圾量已達1700公噸。1982年11月17日，針對台北市每日垃圾量已漲至2400公噸，議員陳怡榮等以在指南宮得到詩籤內容「有勇無謀張翼德，孔明借箭祭東風，長袖善舞劉玄德，蔡夫人議獻荊州」，主張神明指示要向外縣市借地。在市府遲無尋到新的垃圾場用地下，內湖垃圾場朝西邊延伸擴大。因朝向南港的西南面較陡，日久出現懸空處，對基隆河與河岸對面的三重、東興、南港等里的住宅造成危害。
過去內湖垃圾場被視為機密，禁止外人拍攝景象。記者蔡明德在1983年在《人間雜誌》的第一份差事，就是來內湖垃圾場拍攝拾荒者。攝影師廖耀川將似小山高的內湖垃圾場拍照，取名「垃圾！垃圾！」，獲得攝影獎，從此「內湖垃圾山」之名才引起社會大眾的矚目。當時臭名遠播，導致蓋過原先的本名。1980年代，還有歌謠「一、二、三到台灣，台灣有個垃圾山」。

#### 水質惡臭

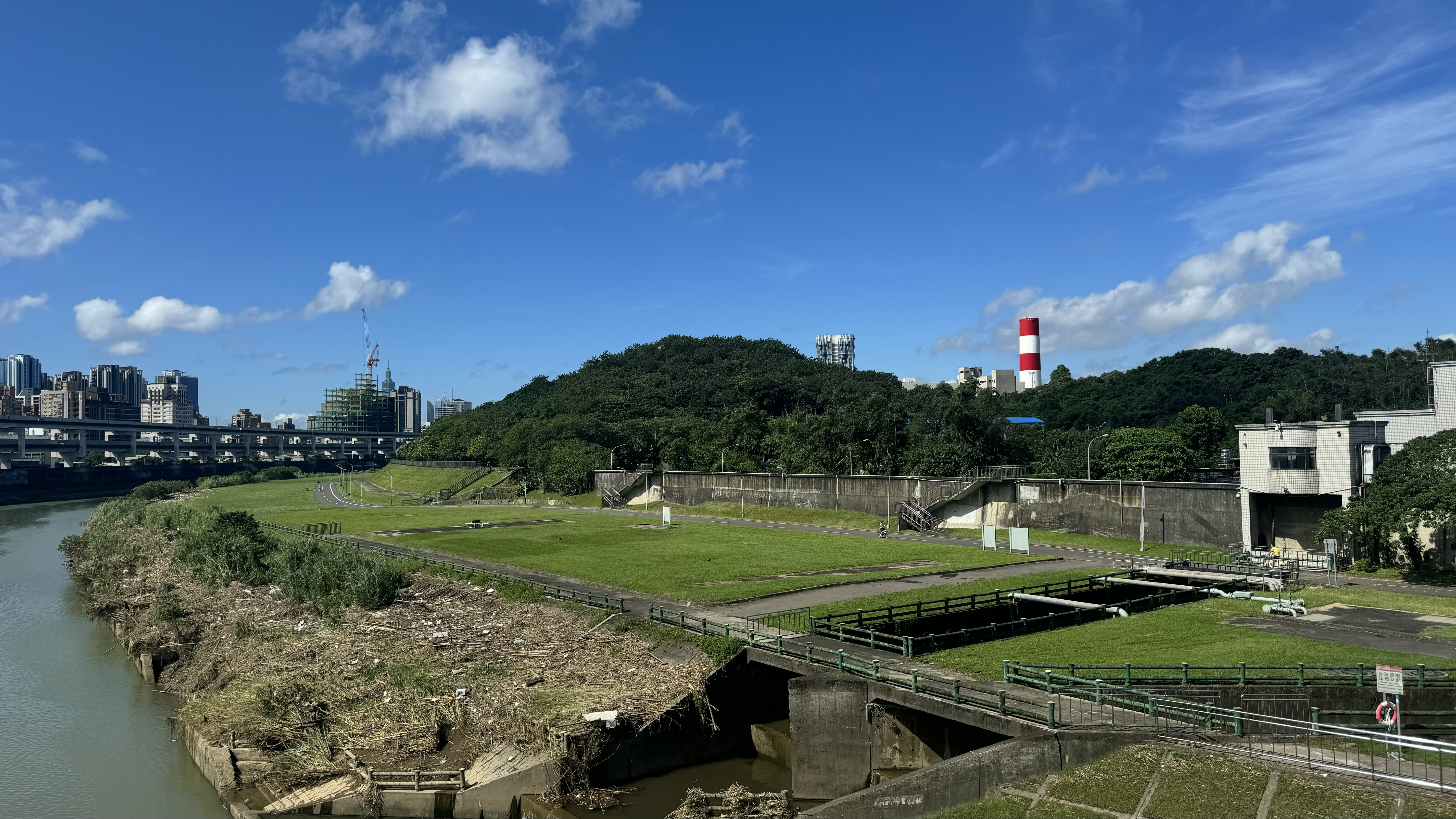
內湖垃圾山與基隆河行水區

內湖垃圾場因無不透水布等防滲出水處理，雨天時日平均滲漏水量可達800立方公尺，其中450立方公尺經由排水明渠流入基隆河，其餘約350立方公尺滲入底部再沿岩盤傾斜面流入基隆河。這些以內湖垃圾場進場道路下邊坡、西側及東北側等處滲出水滲流最為顯著。其地下水的生化需氧量、化學需氧量、電導度、總氮及氮氨等有機汙染指標皆呈現高濃度值，尤其重金屬汞可達3ppb，較垃圾處理場放流水標準的0.005ppb高出許多。
內湖垃圾場又因位於基隆河道大轉彎處，上下游兩端堤防剛好築到垃圾山止，中間這300公尺河段並無堤防，垃圾便會隨大水漂沖到河中。1980年代，政府廢除基隆河舊河道以興建國宅，造成河道流量增加，內湖垃圾山基座逐漸遭河水浸蝕。1983年時，內湖垃圾場在基隆河岸邊緣已長達73公尺。當年新聞，內湖垃圾場的蒼蠅群甚至會飛越基隆河，至對岸南港區三重、北港、東新等里。
由於另尋垃圾場困難，環保局長許整備在1983年3月28日還遭議員林正杰要局長向受害市民公開發表道歉、議員陳水扁要局長從陽明山搬到垃圾山旁。雖臺北縣新店鎮已設立焚化爐，但因故障率高、無防治公害設備、處理量僅每日250公噸，遭台北市議員認為毫無價值。該年6月13日，市議會大會對建立內湖垃圾焚化廠進行預算審查，議員謝長廷、陳水扁、林正杰、鄭貴夏、陳振芳以造成空汙與每年需近20億元維護費為由，刪除預算。該月舉行端午節龍舟比賽時，因內湖垃圾場等因素，河水漂滿垃圾、水質惡臭，被批評影響國際形象。
1984年6月3日，已接近35公尺高的內湖垃圾山，因豪雨大量垃圾冲入基隆河，造成嚴重污染。該年，《聯合報》第九屆小說獎附設散文獎第一名作品〈幽幽基隆河〉就比喻內湖垃圾山的垃圾車「如腐屍上突突竄竄的蛆蟲」、垃圾山則是「魔窟鬼域」與「一切汙穢骯髒之大成」、河川是「活脫是無言的嗚咽」。

#### 引起大火

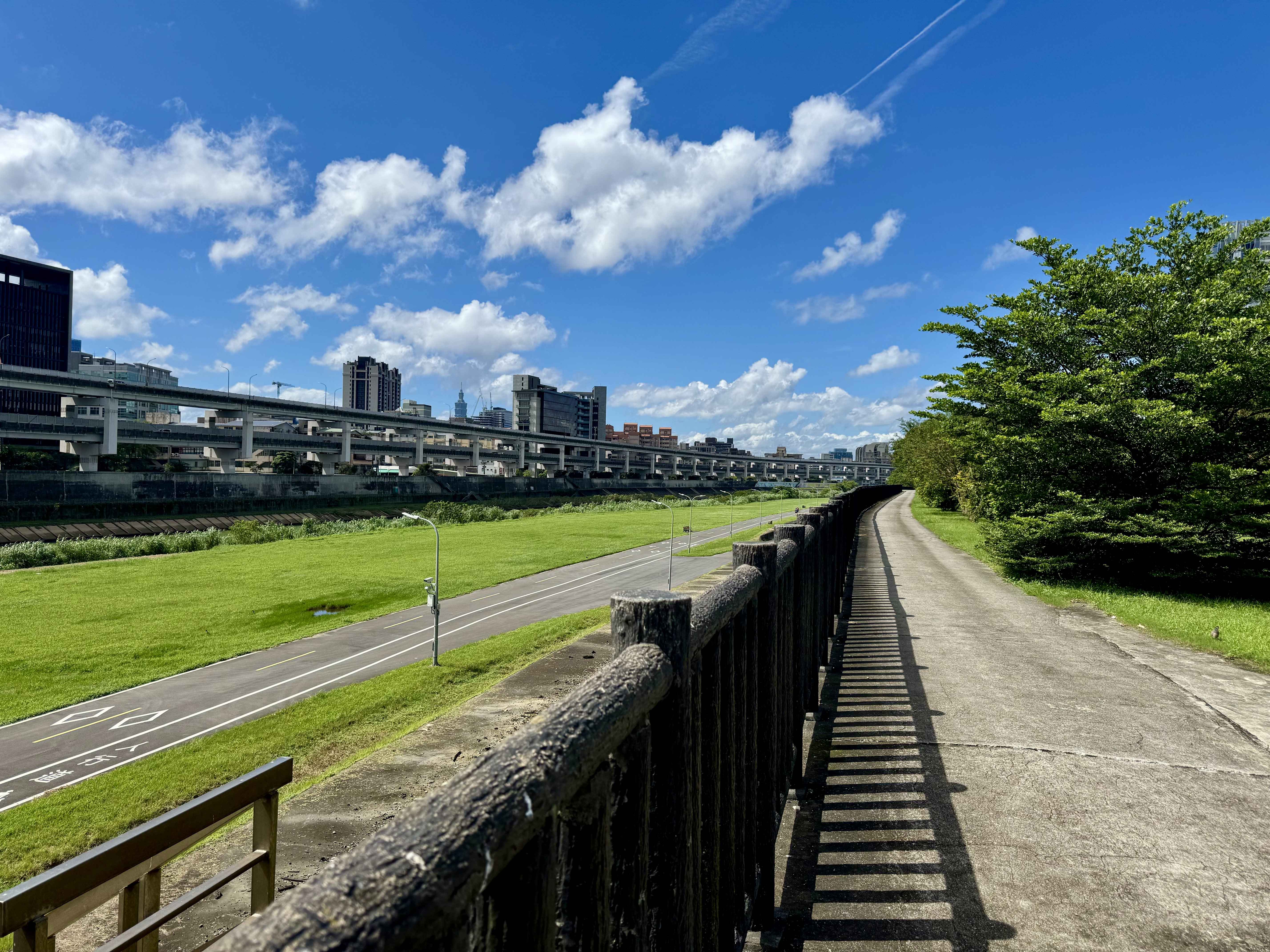
內湖垃圾山基隆河畔

與1970年代比較，1980年代的台北市可燃性垃圾幾乎增加兩倍，再加上家庭廚餘與各地市場有機物大增，內湖垃圾場沼氣自然大量增加。到1984年，內湖垃圾場依然尚無妥善的沼氣排除設施，在有機物產不斷累積沼氣下便會發生火災。當沼氣濃度達5%到15%時，就隨時可能發生自燃。
1984年7月，內湖因雨多，使內湖垃圾山內的含水量達60%以上，易引起發酵，繼而產生沼氣與氫氣。13日，台北市最高溫達攝氏37.2度。當天下午2點半，內湖垃圾山南側山腰首先起火，北側山腰半小時後也開始燃燒。內湖垃圾山當時已高達53.68公尺。連日的大火造成台北濃煙蔽天，使得媒體以「活火山爆發」作標題。15日凌晨1點，清潔隊員夏青育在垃圾山頂操作堆土機掩理火苗時，連人帶堆土機一起翻覆，經兩個多小時才救出，最後右腳截肢。由於台北市風向多以東北風及東風為主，而內湖位於東端上風地帶，其汙染空氣容易流通到不易擴散的市區。南港、內湖地區民眾責怪市府環保局長許整備不但未能採取有效措施，對是否應危及市民健康也模糊回答。在南港的吳大猷還投稿諷刺可繼續加高垃圾山，以作觀光招徠奇景。16日，備受困惱的南港區三重、北港、南港、東新、新富、中南等地里長代表受害里民前往內湖垃圾山現場向市政府抗議。18日，市議員謝長廷、林正杰、陳勝宏、康水木、王昆和在休會期間的市議會舉行記者會，要求連署召開臨時大會。19日近中午，臺灣大學環境工程研究所教授鄭褔田在內湖垃圾場的基隆河對岸量測氯化氫，20分鐘測值為3.6ppm，遠超出「台北市空氣汙染物排放標準表」工廠周界5到15公尺範圍內的1.5ppm。
1984年5月到8月，臺灣陸續爆發時代大飯店大火、海山煤礦災變、煤山煤礦礦災、內湖垃圾山大火等災難，使得總統蔣經國指示有關單位建立全面的安全責任制度。
此次內湖垃圾山大火延燒10天，重新喚起政府注意，因此市長楊金欉決定加快興建福德坑掩埋場、籌建內湖焚化爐以代之。7月23日，楊市長表示本週內市府將開會，協調福德坑垃圾衛生掩埋場徵收問題。大火災後，《聯合報》對鄰近內湖、南港、松山地區居隨機抽樣154位住戶，有52.3%認為設置焚化爐是較理想的處理方式。

#### 嚴重崩坍

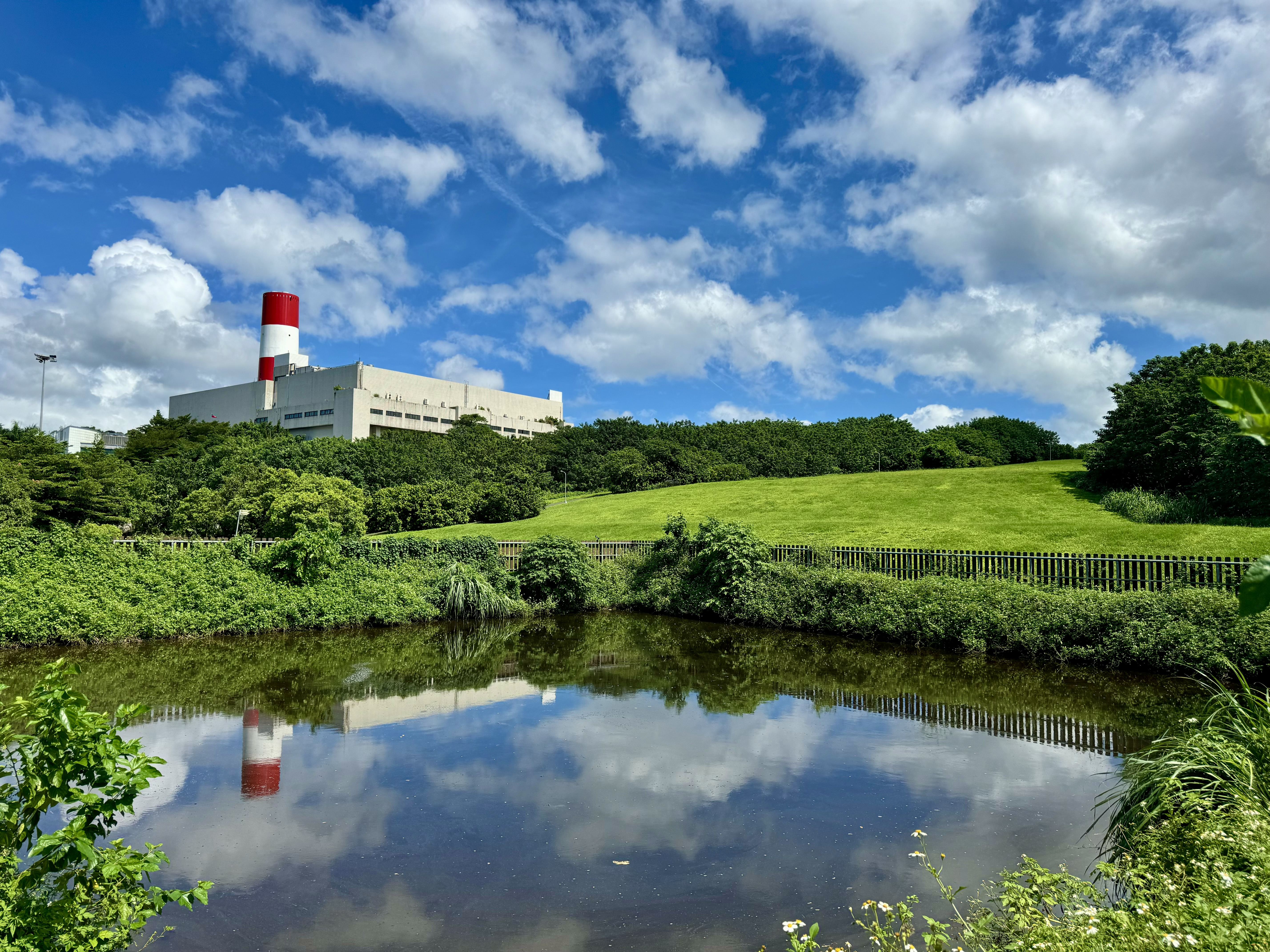
內湖焚化廠與內湖垃圾山、生態池

1984年7月大火後，內湖垃圾山因悶燒而內部出現空洞，加上為免產生更多的沼氣而在上面覆土，導致新舊垃圾間鬆垮。其毗鄰基隆河右岸的地層構造下約20公尺深度內，皆是疏鬆的沈泥質砂或、泥質粘土，導致邊坡有朝基隆河方向持續位移的傾向。
1984年8月17日凌晨2點40分，內湖垃圾山近西北側山頂發生崩坍。原高15層樓的垃圾覆蓋了安康路262巷東面的小山頭，距最近262巷18號樓房僅約100公尺遠。19日，議員謝長廷要求環保局採取緊急措施，防止內湖垃圾山再度崩塌，並對崩塌造成的排水汙染等速謀補救。次月，為防沼氣累積，改以南北西側以每距離50公尺處鑿1口深30公尺、直徑45公分的排氣井，內填清碎石導引沼氣擴散。

### 善後

#### 終止使用

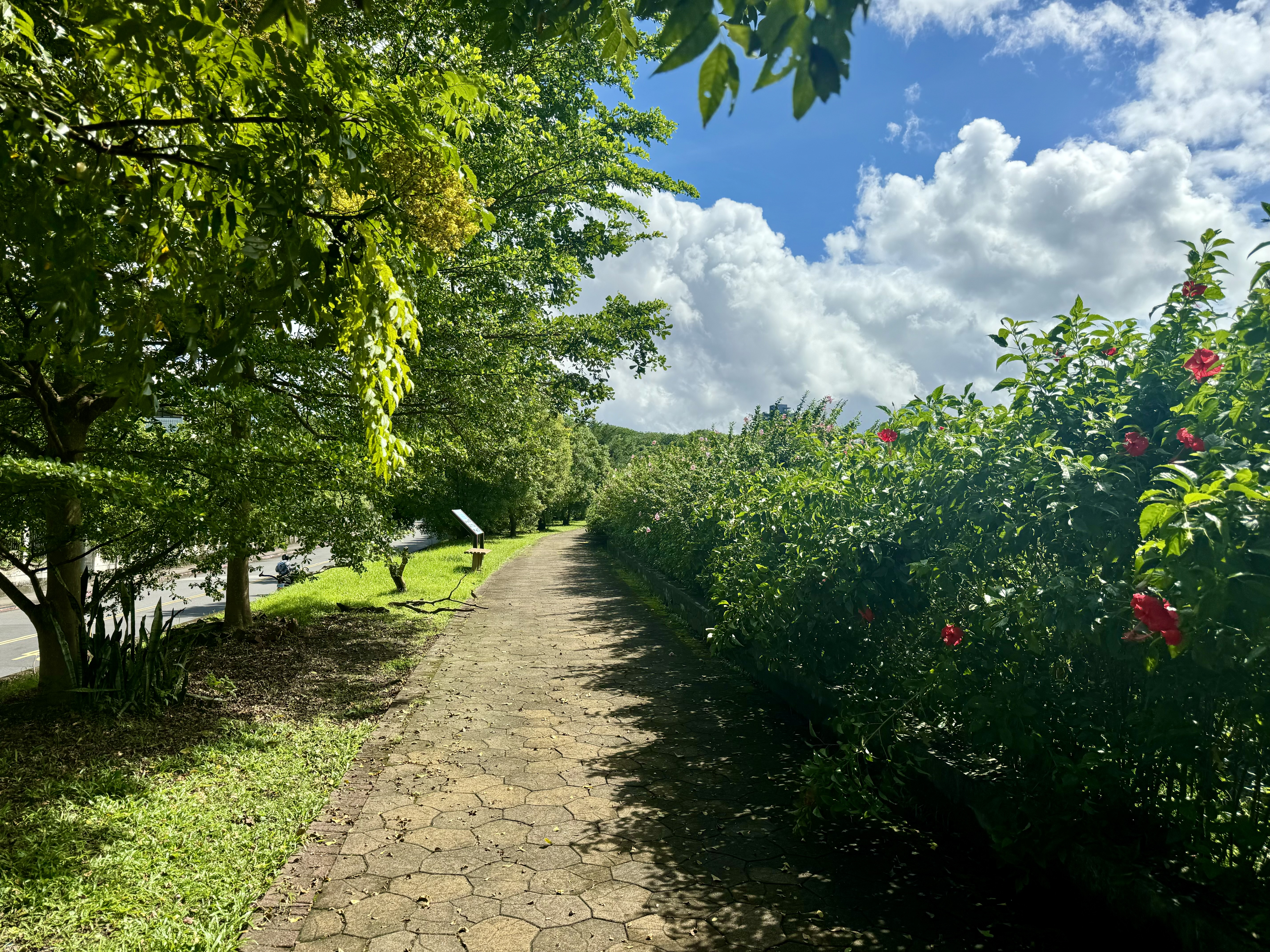
內湖垃圾山綠化步道

1984年末，內湖垃圾山已達60公尺。內湖垃圾山也吸引電影導演來此取景作為現代臺北的象徵與諷刺，如虞戡平《台北神話》、萬仁《超級市民》。
政府為收拾問題，找來高雄市環保局局長胡養才替換台北市環保局局長許整備，1985年3月28日由行政院核定。環保局顧慮若內湖垃圾場停用，私人土地歸還地主難以收拾垃圾山問題，於是擬以每公頃2千萬的價格、總價3億2千萬元收購。8月3日，台北市長許水德到內湖垃圾場慰問垃圾處理工人時指示，垃圾場定要在年底關閉。11月22日，市府市政會議通過內湖垃圾場善後處理評估草案，將購買土地擴及內湖五十號計畫道路以南、基隆河以北同屬農業區的鄰地，送請市議會審議。12月9日，議會警政衛生審查會通過收購內湖垃圾場計畫案，收購範圍總面積16萬3千109平方公尺。
1985年12月26日，福德坑垃圾場啟用之日，內湖垃圾場以超過預定年限12年為由關閉。當時內湖垃圾山已達54公尺、每日垃圾量為3200公噸。使用15年來，內湖圾圾場長成占地16.5公頃、長1060公尺、寬350公尺、體積313萬立方公尺的小山。

#### 環境綠化

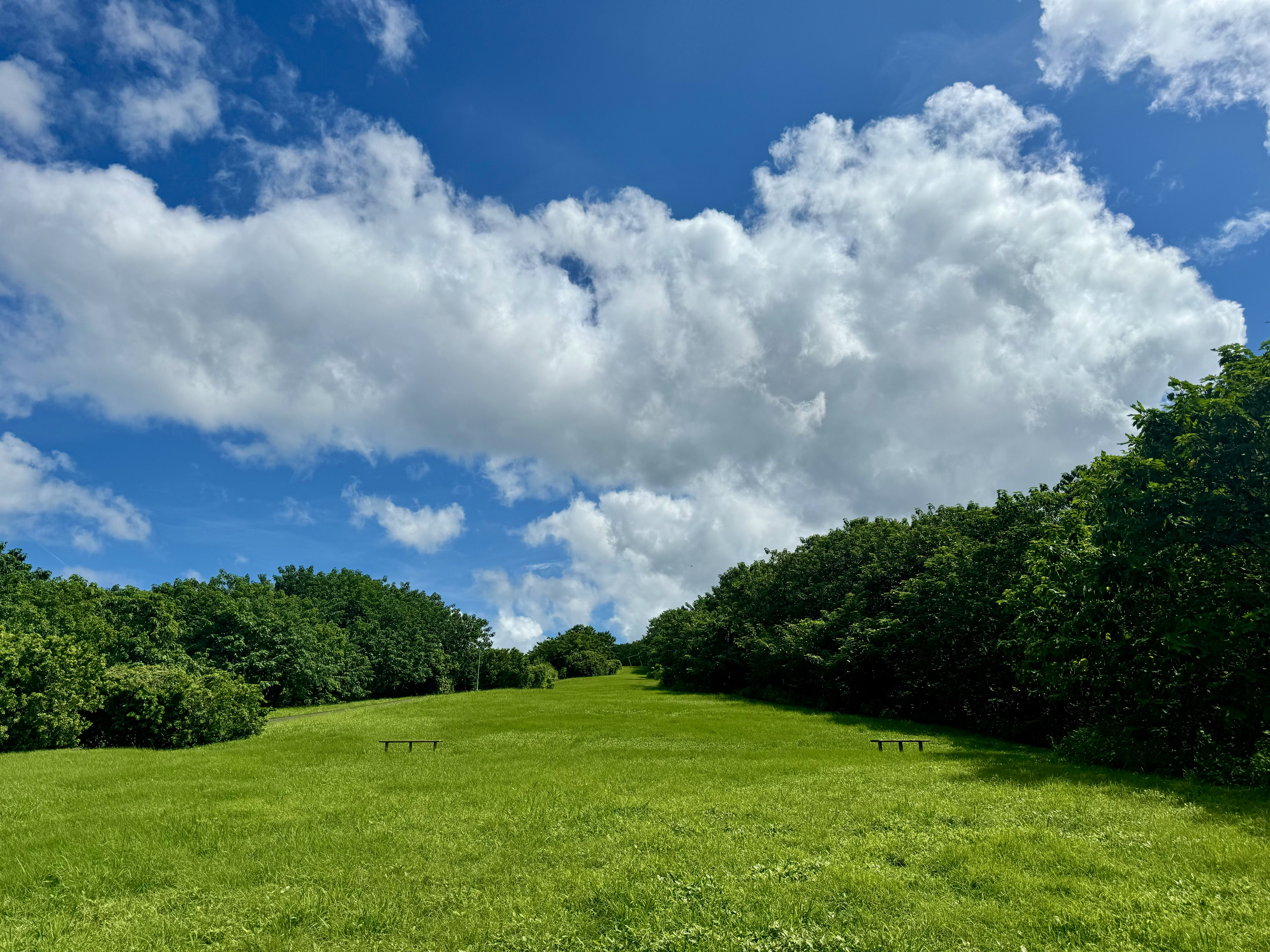
內湖垃圾山山腰

台北市政府委託台灣大學環工所教授游以德負責綠化規劃，分為接駁服務區、河濱綠地區、森林區、人工湖休憩區，以及運動遊戲區。處理工程上分為排氣井、整地覆土、圍籬、汙水處理、綠化、排水、邊坡穩定7大項工程，所需經費預計1億1千3百餘萬元。如排氣井幾以280萬元發包興建30口排氣井。在汙水處理上以3千萬元，在垃圾山表面舖設不透水布，以汙水截留管溝收集坡面及側面的汙水加以處理。1986年12月22日，議會通過善後規劃費233萬4千餘元。
1987年時，因環保局局部綠化加上垃圾層肥沃，內湖垃圾山已一片蒼翠。原先1984年淡水河系無溶氧河段為64公里，到1987年受內湖垃圾場停用等因素已稍減為43公里。1990年12月9日，內湖垃圾山開放給民眾休閒，吸引包含游以德等上千位民眾前來。1993年，內湖垃圾山沼氣排放比率已降至5%以下。葫洲里也在數年間人口急速膨脹，至1994年6月時住戶已有9342人。數年後，葫洲里在高速公路南側部分就分出蘆洲里。

#### 賠償地主

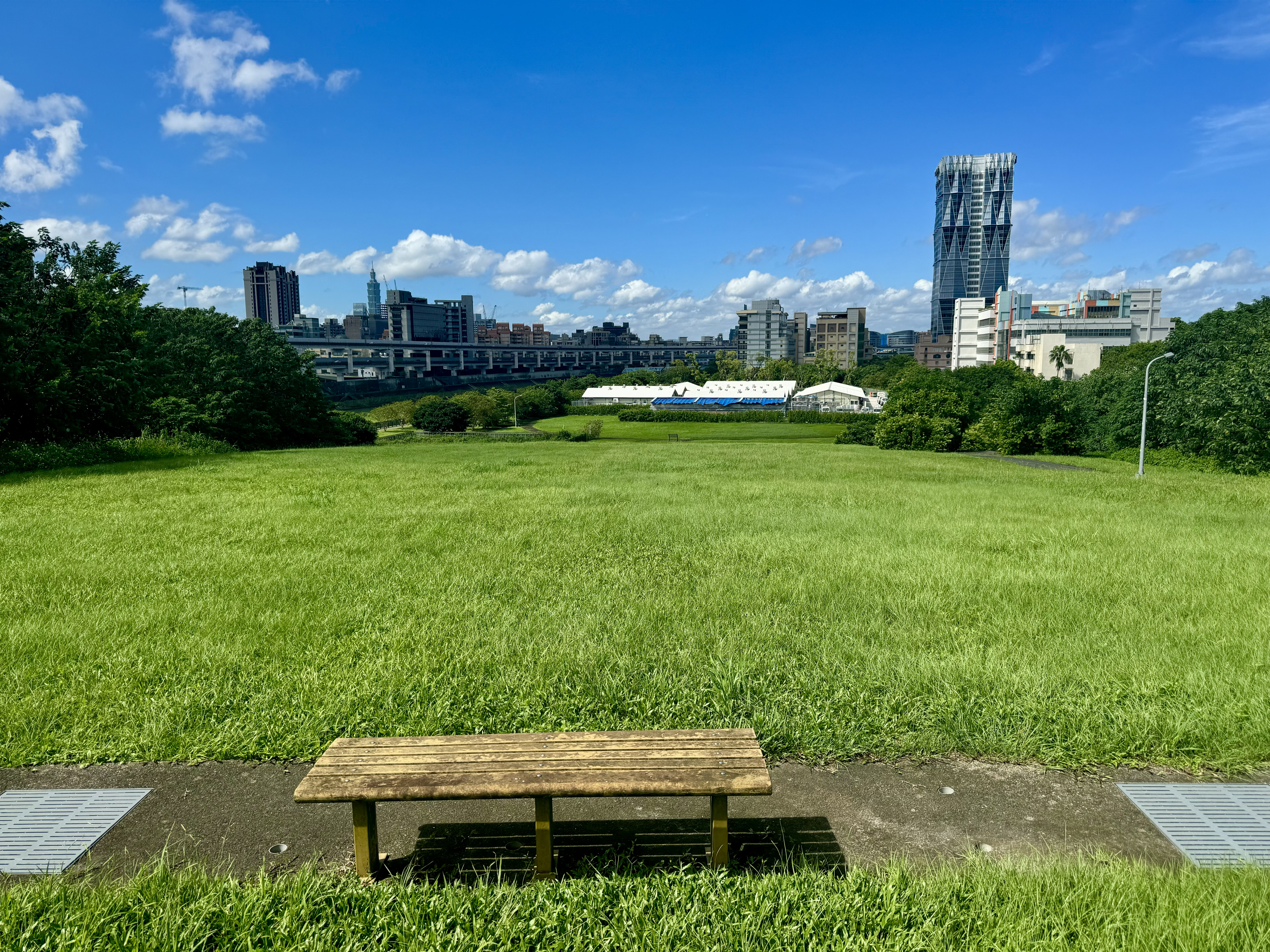
內湖垃圾山腰望台北動物之家

依市府與內湖垃圾場地主原先簽訂協議書內容，市府於1987年期滿終止合約後應呈交市長建議變更都市計劃用地為工業區，但被市府以該地為基隆河自然堤岸而需待使其地質沈壓穩定後制定土地使用範圍，以致長久未變更。直到2006年，法院判決台北市環保局需賠償1.05億元給地主，結束多年的糾紛。

#### 移除填海

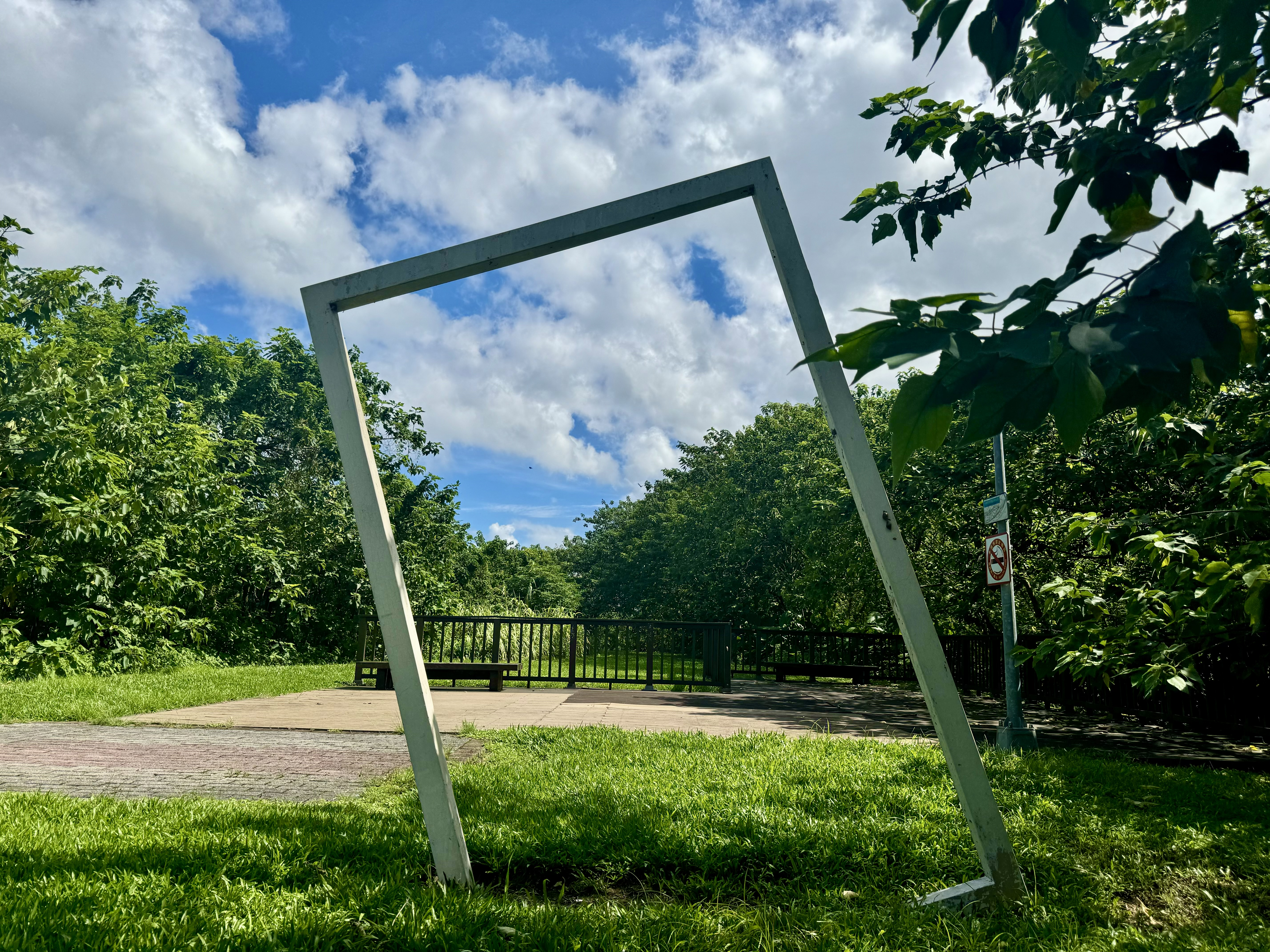
內湖垃圾山頂

2001年11月10日，議員陳秀惠對市長馬英九說，內湖垃圾山侵奪基隆河床已達45公尺，會阻礙行水。2002年8月28日，議會通過環保局提出的垃圾山清除規劃。工程後因員山子分洪道竣工，區域內水患解決、防洪因素消滅，加上預算龐大而拖延。
2006年10月23日，以13.8億元開始清除內湖垃圾山在行水區5公頃部分。30多萬立方公尺土石方送至台北港作填海造陸，歷時7年3個月完工。移除過程中挖到的歷史文物，交由莊永明、阮昌銳鑑定後，市府決定保存46件。2014年11月5日，市長郝龍斌、珍古德等人在保留40公尺高的內湖垃圾山上，舉行裝置藝術「願景相框」揭幕。隨著內湖垃圾山清除，附近土地也吸引房地產商投資。

#### 轉型園區

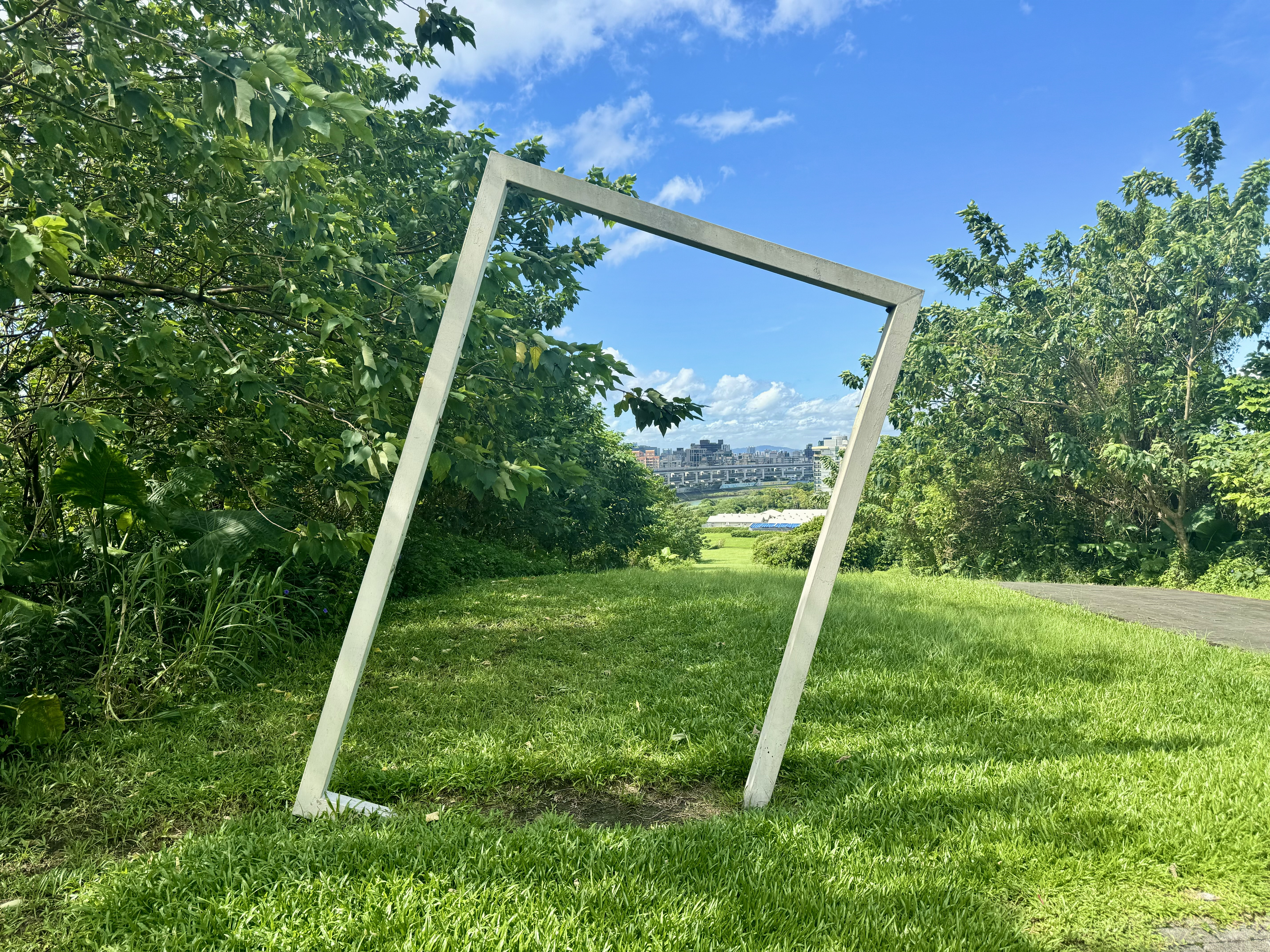
內湖垃圾山頂望南港

2015年6月5日，市長柯文哲等，將內湖垃圾場改名「內湖復育園區」舉行揭幕。之後，內湖復育園區分出0.2公頃作狗運動公園，2017年4月28日完工。2017年9月24日，以「潭美毛寶貝快樂公園」啟用。另1萬2724平方公尺土地，也分由台北市動物之家興建辦公區。